# DTM-Saison 2024
Die DTM-Saison 2024 war die 38. Saison der DTM und die 25. seit Neugründung der Serie im Jahr 2000. Sie begann am 27. April in Oschersleben und endete am 20. Oktober in Hockenheim. Die Saison umfasste 16 Wertungsläufe an acht Rennwochenenden. Den Titel sicherte sich Mirko Bortolotti.

## Änderungen 2024

### Hersteller und Teams
Das Team Landgraf trat 2024 nicht mehr in der DTM an. Neben dem Team Landgraf traten die Teams Engstler Motorsport, Tresor Orange 1 (beide Audi), KÜS Team Bernhard und Toksport WRT (beide Porsche) nicht mehr in der DTM an.
Das Team Project 1 Motorsport beantragte Ende Februar 2024 die Insolvenz, einzelne Teammitglieder wechselten zum McLaren-Projekt der Dörr-Gruppe. Am 11. März 2024 gab die Dörr Motorsport das DTM-Projekt offiziell bekannt. Man startet mit zwei McLaren 720S mit den Fahrern Ben Dörr und Clemens Schmid, das Projekt ist auf drei Jahre ausgelegt.

### Strecken
Im Vergleich zur Vorsaison ist lediglich der Lausitzring vom August auf einen Termin im Mai vorgezogen worden. Alle anderen Termine bleiben zur Vorsaison von der Reihenfolge gleich.

### Testbeschränkungen
Um die anhaltend hohen Kosten für eine DTM-Saison in Grenzen zu halten, wurden zum 1. März 2024 erste Testbeschränkungen für private Tests eingeführt. Die Testbeschränkungen gelten bis zum Finale auf dem Hockenheimring.
Die Maßnahmen, die gemeinsam mit den Teams erarbeitet wurden, beinhalten: Alle Testaktivitäten müssen bei der DTM angemeldet werden; Die Teams dürfen auf maximal fünf Rennstrecken, dies trifft auch auf Rennstrecken zu, die nicht Teil des DTM-Kalenders sind testen; Pro Fahrer dürfen maximal fünf Testtage durchgeführt werden; Es sollen maximal drei Reifensätze genutzt werden; In der Rennwoche darf auf der jeweiligen Strecke nicht getestet werden.
Ausgenommen sind Testtage für andere Serien, bei denen nicht die DTM-Reifen genutzt werden und Rollouts oder andere Fahraktivitäten.
Für die DTM-Saison 2025 sollen die Testbeschränkungen noch ausgeweitet und verschärft werden.

## Sportliches Reglement
Das erste freie Training dauert nun 55 Minuten statt 45 Minuten. Ein Reifenwechsel unter Gelber Flagge oder während einer Safety-Car-Phase zählt nicht als absolvierter Pflichtboxenstopp. Die ersten Zehn aus der Qualifikation müssen mit dem Reifen aus der Qualifikations ins Rennen gehen.

## Rennkalender
| Nr. | Nr. | Datum         | Rennstrecke  | Sieger                                      | Zweiter                                    | Dritter                                    | Pole- Position                             | Schnellste Rennrunde                       |
| --- | --- | ------------- | ------------ | ------------------------------------------- | ------------------------------------------ | ------------------------------------------ | ------------------------------------------ | ------------------------------------------ |
| 1   | 1   | 27. April     | Oschersleben | Jack Aitken (Emil Frey Racing)              | Mirko Bortolotti (SSR Performance)         | Ricardo Feller (Team Abt Sportsline)       | Jack Aitken (Emil Frey Racing)             | Ricardo Feller (Team Abt Sportsline)       |
| 1   | 2   | 28. April     | Oschersleben | Luca Engstler (Grasser Racing Team)         | Maro Engel (Winward Racing)                | Luca Stolz (Haupt Racing Team)             | Mirko Bortolotti (SSR Performance)         | Maro Engel (Winward Racing)                |
| 2   | 3   | 25. Mai       | Lausitzring  | Kelvin van der Linde (Team Abt Sportsline)  | Maro Engel (Winward Racing)                | Thomas Preining (Manthey-Racing)           | Kelvin van der Linde (Team Abt Sportsline) | Kelvin van der Linde (Team Abt Sportsline) |
| 2   | 4   | 26. Mai       | Lausitzring  | Thomas Preining (Manthey-Racing)            | Kelvin van der Linde (Team Abt Sportsline) | Ricardo Feller (Team Abt Sportsline)       | Thomas Preining (Manthey-Racing)           | Kelvin van der Linde (Team Abt Sportsline) |
| 3   | 5   | 8. Juni       | Zandvoort    | Jack Aitken (Emil Frey Racing)              | René Rast (Schubert Motorsport)            | Arjun Maini (Haupt Racing Team)            | Jack Aitken (Emil Frey Racing)             | Ben Dörr (Dörr Motorsport)                 |
| 3   | 6   | 9. Juni       | Zandvoort    | Marco Wittmann (Schubert Motorsport)        | Mirko Bortolotti (SSR Performance)         | Kelvin van der Linde (Team Abt Sportsline) | Maximilian Paul (Paul Motorsport)          | Nicki Thiim (SSR Performance)              |
| 4   | 7   | 6. Juli       | Nürnberg     | René Rast (Schubert Motorsport)             | Franck Perera (Grasser Racing Team)        | Luca Engstler (Grasser Racing Team)        | Jack Aitken (Emil Frey Racing)             | Nicki Thiim (SSR Performance)              |
| 4   | 8   | 7. Juli       | Nürnberg     | Nicki Thiim (SSR Performance)               | Maro Engel (Winward Racing)                | Mirko Bortolotti (SSR Performance)         | Nicki Thiim (SSR Performance)              | Nicki Thiim (SSR Performance)              |
| 5   | 9   | 17. August    | Nürburg      | Kelvin van der Linde (Team Abt Sportsline)  | Mirko Bortolotti (SSR Performance)         | Maro Engel (Winward Racing)                | Kelvin van der Linde (Team Abt Sportsline) | Kelvin van der Linde (Team Abt Sportsline) |
| 5   | 10  | 18. August    | Nürburg      | Sheldon van der Linde (Schubert Motorsport) | Maro Engel (Winward Racing)                | Marco Wittmann (Schubert Motorsport)       | Maro Engel (Winward Racing)                | Ayhancan Güven (Manthey-Racing)            |
| 6   | 11  | 7. September  | Sachsenring  | Jack Aitken (Emil Frey Racing)              | Mirko Bortolotti (SSR Performance)         | Maro Engel (Winward Racing)                | Jack Aitken (Emil Frey Racing)             | Thierry Vermeulen (Emil Frey Racing)       |
| 6   | 12  | 8. September  | Sachsenring  | Luca Stolz (Haupt Racing Team)              | Kelvin van der Linde (Team Abt Sportsline) | Thierry Vermeulen (Emil Frey Racing)       | Thierry Vermeulen (Emil Frey Racing)       | Thierry Vermeulen (Emil Frey Racing)       |
| 7   | 13  | 28. September | Spielberg    | Mirko Bortolotti (SSR Performance)          | Maro Engel (Winward Racing)                | Arjun Maini (Haupt Racing Team)            | Arjun Maini (Haupt Racing Team)            | Maro Engel (Winward Racing)                |
| 7   | 14  | 29. September | Spielberg    | René Rast (Schubert Motorsport)             | Thomas Preining (Manthey-Racing)           | Arjun Maini (Haupt Racing Team)            | Mirko Bortolotti (SSR Performance)         | Thomas Preining (Manthey-Racing)           |
| 8   | 15  | 19. Oktober   | Hockenheim   | Kelvin van der Linde (Team Abt Sportsline)  | Lucas Auer (Winward Racing)                | Ayhancan Güven (Manthey-Racing)            | Kelvin van der Linde (Team Abt Sportsline) | Jules Gounon (Haupt Racing Team)           |
| 8   | 16  | 20. Oktober   | Hockenheim   | Luca Engstler (Grasser Racing Team)         | Mirko Bortolotti (SSR Performance)         | René Rast (Schubert Motorsport)            | Mirko Bortolotti (SSR Performance)         | Luca Engstler (Grasser Racing Team)        |

## Teams und Fahrer
| Hersteller  | Fahrzeug                       | Team                | Nr. | Fahrer                | Status | Rennen      |
| ----------- | ------------------------------ | ------------------- | --- | --------------------- | ------ | ----------- |
| Audi        | Audi R8 LMS GT3 evo II         | Team Abt Sportsline | 003 | Kelvin van der Linde  |        | 1–16        |
| Audi        | Audi R8 LMS GT3 evo II         | Team Abt Sportsline | 007 | Ricardo Feller        |        | 1–16        |
| BMW         | BMW M4 GT3                     | Schubert Motorsport | 033 | René Rast             |        | 1–16        |
| BMW         | BMW M4 GT3                     | Schubert Motorsport | 011 | Marco Wittmann        |        | 1–16        |
| BMW         | BMW M4 GT3                     | Schubert Motorsport | 031 | Sheldon van der Linde |        | 1–16        |
| Mercedes    | Mercedes-AMG GT3               | Haupt Racing Team   | 004 | Luca Stolz            |        | 1–14        |
| Mercedes    | Mercedes-AMG GT3               | Haupt Racing Team   | 004 | Jules Gounon          |        | 15,16       |
| Mercedes    | Mercedes-AMG GT3               | Haupt Racing Team   | 036 | Arjun Maini           |        | 1–16        |
| Mercedes    | Mercedes-AMG GT3               | Winward Racing      | 022 | Lucas Auer            |        | 1–16        |
| Mercedes    | Mercedes-AMG GT3               | Winward Racing      | 130 | Maro Engel            |        | 1–16        |
| Porsche     | Porsche 911 GT3 R              | Manthey-Racing      | 091 | Thomas Preining       |        | 1–16        |
| Porsche     | Porsche 911 GT3 R              | Manthey-Racing      | 090 | Ayhancan Güven        |        | 1–16        |
| Ferrari     | Ferrari 296 GT3                | Emil Frey Racing    | 014 | Jack Aitken           |        | 1–16        |
| Ferrari     | Ferrari 296 GT3                | Emil Frey Racing    | 069 | Thierry Vermeulen     |        | 1–16        |
| Lamborghini | Lamborghini Huracán GT3 Evo II | SSR Performance     | 092 | Mirko Bortolotti      |        | 1–16        |
| Lamborghini | Lamborghini Huracán GT3 Evo II | SSR Performance     | 094 | Nicki Thiim           |        | 1–16        |
| Lamborghini | Lamborghini Huracán GT3 Evo II | Grasser Racing Team | 063 | Christian Engelhart   |        | 1–6         |
| Lamborghini | Lamborghini Huracán GT3 Evo II | Grasser Racing Team | 063 | Franck Perera         |        | 7–10, 13–16 |
| Lamborghini | Lamborghini Huracán GT3 Evo II | Grasser Racing Team | 063 | Jordan Pepper         |        | 11,12       |
| Lamborghini | Lamborghini Huracán GT3 Evo II | Grasser Racing Team | 019 | Luca Engstler         |        | 1–16        |
| Lamborghini | Lamborghini Huracán GT3 Evo II | Paul Motorsport     | 071 | Maximilian Paul       |        | 1–16        |
| McLaren     | McLaren 720S GT3 Evo           | Dörr Motorsport     | 085 | Clemens Schmid        |        | 1–16        |
| McLaren     | McLaren 720S GT3 Evo           | Dörr Motorsport     | 025 | Ben Dörr              |        | 1–16        |

## Meisterschaftsergebnisse

### Punktesystem
Punkte wurden an die ersten fünfzehn klassifizierten Fahrer in folgender Anzahl vergeben:
| Platz  | 1. | 2. | 3. | 4. | 5. | 6. | 7. | 8. | 9. | 10. | 11. | 12. | 13. | 14. | 15. |
| Punkte | 25 | 20 | 16 | 13 | 11 | 10 | 9  | 8  | 7  | 6   | 5   | 4   | 3   | 2   | 1   |

Die ersten drei Fahrer des Qualifyings erhielten zusätzlich folgende Punkte:
| Platz  | 1. | 2. | 3. |
| Punkte | 3  | 2  | 1  |

### Fahrerwertung
| Pos. | Fahrer           | OSC | OSC   | LAU | LAU  | ZAV | ZAV | NOR | NOR | NÜR | NÜR | SAC | SAC | RBR | RBR   | HOC | HOC | Punkte |
| Pos. | Fahrer           | 1   | 2     | 3   | 4    | 5   | 6   | 7   | 8   | 9   | 10  | 11  | 12  | 13  | 14    | 15  | 16  | Punkte |
| ---- | ---------------- | --- | ----- | --- | ---- | --- | --- | --- | --- | --- | --- | --- | --- | --- | ----- | --- | --- | ------ |
| 01   | M. Bortolotti    | 2   | 1151  | 11  | 3 43 | 9   | 2   | 353 | 232 | 2   | 9   | 323 | 7   | 1   | 141   | 5   | 121 | 238    |
| 02   | K. van der Linde | 12  | 5     | 1   | 2    | 13  | 3   | 6   | 9   | 1   | 4   | 8   | 2   | 8   | 5     | 1   | 12  | 221    |
| 03   | M. Engel         | 13  | 2     | 2   | 7    | 11  | 13  | 8   | 323 | 3   | 121 | 3   | 5   | 323 | 8     | 4   | 10  | 203    |
| 04   | R. Rast          | 7   | 7     | DNF | 6    | 2   | 7   | 1   | 5   | 11  | 17  | 7   | 9   | 9   | 313   | 7   | 3   | 172    |
| 05   | T. Preining      | 10  | 13    | 232 | 1    | 14  | 10  | 14  | 6   | 7   | 7   | 161 | 4   | 12  | 2     | 14  | 4   | 158    |
| 06   | S. van der Linde | 4   | 6     | 6   | 8    | 6   | 8   | 272 | 14  | 13  | 1   | 9   | 8   | 11  | 6     | 11  | 9   | 142    |
| 07   | A. Maini         | 383 | 4     | 7   | 12   | 3   | 6   | 15  | 4   | 10  | DNF | 5   | DNF | 131 | 3     | 8   | 13  | 139    |
| 08   | J. Aitken        | 1   | 3DNF3 | 16  | 14   | 1   | 16  | 191 | 18  | 5   | 13  | 212 | 6   | 14  | 10    | DNF | 16  | 128    |
| 09   | L. Stolz         | 5   | 232   | 10  | DNF  | 10  | 5   | 11  | 7   | 12  | 11  | 4   | 313 | 4   | DNF   |     |     | 127    |
| 10   | L. Auer          | 6   | 11    | 4   | 10   | 5   | DNF | DNF | 10  | 343 | 12  | 12  | 12  | 7   | DNF2  | 2   | 8   | 116    |
| 11   | R. Feller        | 3   | 9     | 353 | 232  | 8   | 11  | 13  | 12  | 9   | 282 | DNF | DNF | 10  | 12    | 12  | 363 | 115    |
| 12   | M. Wittmann      | DNF | 10    | 13  | 9    | 7   | 1   | 12  | 11  | 6   | 3   | 13  | DSQ | DNF | 11    | 9   | 7   | 110    |
| 13   | N. Thiim         | DNF | DNF   | 8   | DNF  | 12  | 14  | 4   | 1   | 8   | DNF | 14  | 10  | 13  | 16    | 10  | 252 | 93     |
| 14   | L. Engstler      | 11  | 1     | 14  | 5    | DNF | 12  | 3   | DNF | 18  | 16  | DNF | DNF | 18  | 2DNF2 | 15  | 1   | 92     |
| 15   | T. Vermeulen     | 9   | DNF   | 17  | 13   | 15  | 343 | 17  | 15  | 16  | 6   | 11  | 131 | DSQ | 13    | 13  | 11  | 71     |
| 16   | A. Güven         | 14  | 14    | 15  | 11   | DNF | 18  | 16  | 8   | 17  | 5   | DSQ | 13  | 5   | 7     | 3   | 19  | 69     |
| 17   | F. Perera        |     |       |     |      |     |     | 2   | 13  | 14  | 10  |     |     | 16  | 9     | DNF | 15  | 39     |
| 18   | M. Paul          | 17  | DNF   | 12  | DNF  | DNF | 191 | 10  | DNF | 15  | 14  | 15  | DNF | 262 | 14    | 16  | 14  | 38     |
| 19   | C. Schmid        | 15  | 12    | 19  | DNF  | 242 | DNF | 18  | 17  | 20  | DNF | DNF | 11  | 15  | 15    | 17  | 17  | 27     |
| 20   | C. Engelhart     | 16  | 8     | 9   | 15   | DNF | 17  | INJ | INJ | INJ | INJ | INJ | INJ | INJ | INJ   | INJ | INJ | 15     |
| 21   | J. Gounon        |     |       |     |      |     |     |     |     |     |     |     |     |     |       | 6   | 20  | 10     |
| 22   | J. Pepper        |     |       |     |      |     |     |     |     |     |     | 10  | DNF |     |       |     |     | 6      |
| 23   | B. Dörr          | DNF | 16    | 18  | 15   | 16  | 15  | DNF | 16  | 19  | 15  | 16  | DNF | 17  | 17    | 18  | 18  | 4      |

| \| Farbe \| Bedeutung \| \| ------------- \| --------------------------------------- \| \| Gold \| Sieger \| \| Silber \| 2. Platz \| \| Bronze \| 3. Platz \| \| Grün \| Platzierung in den Punkten \| \| Blau \| Klassifiziert außerhalb der Punkteränge \| \| Violett \| Rennen nicht beendet (DNF) \| \| Violett \| nicht klassifiziert (NC) \| \| Rot \| nicht qualifiziert (DNQ) \| \| Schwarz \| disqualifiziert (DSQ) \| \| Weiß \| nicht am Start (DNS) \| \| Weiß \| zurückgezogen (WD) \| \| Weiß \| Rennen abgesagt (C) \| \| ohne Farbe \| nicht am Training teilgenommen (DNP) \| \| ohne Farbe \| verletzt oder krank (INJ) \| \| ohne Farbe \| ausgeschlossen (EX) \| \| ohne Farbe \| nicht erschienen (DNA) \| \| fett \| Pole-Position \| \| kursiv \| Schnellste Rennrunde \| \| unterstrichen \| WM-Führung \| \| hochgestellt \| Platzierung im Sprintrennen \| | - Fett – Pole-Position - Kursiv – Schnellste Rennrunde - Unterstrichen – Gesamtführender - * – nicht im Ziel, aufgrund der zurückgelegten Distanz, aber gewertet - 1 – 3 Punkte für schnellste Qualifikationsrunde - 2 – 2 Punkte für zweitschnellste Qualifikationsrunde - 3 – 1 Punkt für drittschnellste Qualifikationsrunde |
| Farbe | Bedeutung |
| Gold | Sieger |
| Silber | 2. Platz |
| Bronze | 3. Platz |
| Grün | Platzierung in den Punkten |
| Blau | Klassifiziert außerhalb der Punkteränge |
| Violett | Rennen nicht beendet (DNF) |
| Violett | nicht klassifiziert (NC) |
| Rot | nicht qualifiziert (DNQ) |
| Schwarz | disqualifiziert (DSQ) |
| Weiß | nicht am Start (DNS) |
| Weiß | zurückgezogen (WD) |
| Weiß | Rennen abgesagt (C) |
| ohne Farbe | nicht am Training teilgenommen (DNP) |
| ohne Farbe | verletzt oder krank (INJ) |
| ohne Farbe | ausgeschlossen (EX) |
| ohne Farbe | nicht erschienen (DNA) |
| fett | Pole-Position |
| kursiv | Schnellste Rennrunde |
| unterstrichen | WM-Führung |
| hochgestellt | Platzierung im Sprintrennen |

### Teamwertung
| Pos. | Team                | Hersteller  | OSC | OSC | LAU | LAU | ZAV | ZAV | NOR | NOR | NÜR | NÜR | SAC | SAC | RBR | RBR | HOC | HOC | Punkte |
| Pos. | Team                | Hersteller  | 1   | 2   | 3   | 4   | 5   | 6   | 7   | 8   | 9   | 10  | 11  | 12  | 13  | 14  | 15  | 16  | Punkte |
| ---- | ------------------- | ----------- | --- | --- | --- | --- | --- | --- | --- | --- | --- | --- | --- | --- | --- | --- | --- | --- | ------ |
| 01   | Schubert Motorsport | BMW         | 22  | 19  | 13  | 18  | 30  | 34  | 34  | 19  | 15  | 41  | 16  | 15  | 12  | 35  | 16  | 25  | 361    |
| 02   | Team Abt Sportsline | Audi        | 20  | 18  | 36  | 36  | 13  | 22  | 14  | 9   | 32  | 21  | 8   | 20  | 14  | 16  | 30  | 15  | 326    |
| 03   | Winward Racing      | Mercedes    | 13  | 26  | 33  | 16  | 17  | 4   | 8   | 24  | 29  | 24  | 20  | 15  | 29  | 8   | 33  | 15  | 316    |
| 04   | SSR Performance     | Lamborghini | 20  | 2   | 13  | 13  | 13  | 23  | 24  | 41  | 28  | 7   | 23  | 15  | 28  | 14  | 17  | 31  | 312    |
| 05   | Haupt Racing Team   | Mercedes    | 19  | 29  | 15  | 5   | 23  | 21  | 7   | 22  | 10  | 5   | 24  | 25  | 29  | 16  | 18  | 4   | 272    |
| 06   | Manthey-Racing      | Porsche     | 8   | 7   | 17  | 31  | 3   | 7   | 4   | 17  | 9   | 20  | 10  | 16  | 15  | 29  | 19  | 13  | 226    |
| 07   | Emil Frey Racing    | Ferrari     | 32  | 0   | 0   | 7   | 27  | 14  | 7   | 6   | 12  | 13  | 30  | 26  | 2   | 10  | 4   | 7   | 193    |
| 08   | Grasser Racing Team | Lamborghini | 5   | 33  | 9   | 12  | 0   | 5   | 36  | 3   | 3   | 7   | 6   | 0   | 0   | 7   | 2   | 27  | 155    |
| 09   | Paul Motorsport     | Lamborghini | 0   | 0   | 4   | 0   | 0   | 8   | 6   | 0   | 2   | 0   | 2   | 0   | 10  | 3   | 1   | 3   | 039    |
| 10   | Dörr Motorsport     | McLaren     | 1   | 6   | 0   | 2   | 14  | 2   | 0   | 0   | 0   | 2   | 1   | 5   | 1   | 2   | 0   | 0   | 037    |

### Markenwertung
| Pos. | Hersteller  | OSC | OSC | LAU | LAU | ZAV | ZAV | NOR | NOR | NÜR | NÜR | SAC | SAC | RBR | RBR | HOC | HOC | Punkte |
| Pos. | Hersteller  | 1   | 2   | 3   | 4   | 5   | 6   | 7   | 8   | 9   | 10  | 11  | 12  | 13  | 14  | 15  | 16  | Punkte |
| ---- | ----------- | --- | --- | --- | --- | --- | --- | --- | --- | --- | --- | --- | --- | --- | --- | --- | --- | ------ |
| 1    | Mercedes    | 21  | 36  | 33  | 16  | 27  | 21  | 18  | 33  | 29  | 25  | 29  | 36  | 36  | 24  | 33  | 17  | 434    |
| 2    | Lamborghini | 26  | 34  | 17  | 24  | 15  | 28  | 36  | 41  | 28  | 13  | 27  | 15  | 36  | 20  | 19  | 45  | 424    |
| 3    | BMW         | 22  | 21  | 17  | 18  | 30  | 34  | 36  | 20  | 16  | 41  | 18  | 15  | 16  | 35  | 19  | 26  | 382    |
| 4    | Audi        | 21  | 21  | 36  | 36  | 15  | 22  | 20  | 12  | 32  | 21  | 9   | 20  | 18  | 16  | 32  | 17  | 350    |
| 5    | Porsche     | 11  | 11  | 22  | 31  | 7   | 38  | 11  | 18  | 13  | 20  | 11  | 17  | 19  | 29  | 21  | 15  | 264    |
| 6    | Ferrari     | 33  | 0   | 9   | 9   | 29  | 17  | 13  | 10  | 16  | 14  | 31  | 26  | 5   | 10  | 6   | 12  | 237    |
| 7    | McLaren     | 3   | 11  | 5   | 3   | 16  | 5   | 3   | 7   | 5   | 3   | 5   | 5   | 7   | 5   | 7   | 7   | 097    |